# میوکی ناکاجیما
میوکی ناکاجیما (به ژاپنی: 中島 みゆき، Nakajima Miyuki) (متولد ۲۳ فوریه ۱۹۵۲) خواننده و آهنگ‌ساز ژاپنی است. وی تا به حال ۳۷ آلبوم استودیویی عرضه کرده است و آثارش بیست و یک میلیون نسخه فروش داشته‌اند.

## سال‌های اولیه
میوکی ناکاجیما در فوریه ۱۹۵۲ در شهر ساپورو مرکز استان هوکایدو در شمال ژاپن به دنیا آمد. پدربزرگ‌اش سیاست‌مدار بود و پدرش یک کلینیک را در همان شهر اداره می‌کرد. خانواده‌اش وقتی او پنج ساله بود به ایوانایی نقل مکان کردند و به مدت شش سال آن‌جا اقامت داشتند. او بیش‌تر سال‌های نوجوانی را در شهر اوبیهیرو سپری کرد.

## افتخارات
در نوامبر سال ۲۰۰۹ ناکاجیما به خاطر فعالیت‌های هنری مفتخر به دریافت مدال افتخار با روبان بنفش از دولت ژاپن شد